# 全国人民代表大会会议主席团
全国人民代表大会会议主席团，简称全国人大主席团，是中华人民共和国最高权力机关全国人民代表大会进行会议期间，作为主持会议的“临时会议机构”。大会主席团的人员名单草案由全国人大常委会在全国人大会议举行前提出，经过各个代表团审议后，提请全国人大预备会议选举产生。
《中华人民共和国全国人民代表大会组织法》和中华人民共和国全国人民代表大会议事规则规定，主席团主持全国人民代表大会会议。全国人大主席团在全国人大会议期间负责主持会议，同时在新一届全国人大选举中国国家领导人时，将提名国家主席、副主席、国家军委主席等候选人。全国人大会议在每次召开会议前会先举行预备会议，选举大会的主席团和秘书长，表决会议草案和议程等。

## 职责
- 主席团提名由全国人大选举的国家机关领导人的候选人，经各代表团商议后，根据多数代表的意见确定候选人。
- 主席团决定将向全国人大提出的属于其职权范围内的议案，交予各代表团审议，提出报告，再由主席团审议提请大会全体会议进行表决。
- 主席团组织各代表团审议列入大会议程的议案。
- 主席团决定对各代表团和代表在会议期间提出的质询案、罢免案的审议程序。
- 主席团决定会议进行表决议案和选举所采用的方式。
- 主席团由各代表团团长参加会议，决定是否需要秘密举行代表大会。
- 主席团在大会期间决定人大代表是否受逮捕和刑事审判。

## 组成人员结构
大会主席团包括各方面的代表人士，其中有：党和国家领导人，中央军委委员，各民主党派中央、全国工商联负责人和无党派代表人士，中央和国家机关有关单位领导干部，各人民团体负责人，各省、自治区、直辖市、香港特别行政区、澳门特别行政区、解放军和武警部队代表团负责人，香港特别行政区、澳门特别行政区、企业、科技、社会科学、教育、文艺、卫生、体育、侨界、宗教界的代表以及工人、农民、解放军、武警、基层的代表，人口100万以上的少数民族代表等。

## 历次会议主席团

### 第十三届全国人大第一次会议
第十三届全国人民代表大会第一次会议主席团于2018年3月4日由第十三届全国人大第一次会议预备会议选出，组成人员190名：
丁仲礼、丁薛祥、乃依木·亚森（维吾尔族）、于伟国、万卫星、万鄂湘、习近平、马伟明、马逢国、王东明、王东峰、王光亚、王刚、王志民、王岐山、王沪宁、王国生、王砚蒙（女，傣族）、王宪魁、王勇、王勇超、王晨、王银香（女）、王毅、支月英（女）、尤权、车俊、巴音朝鲁（蒙古族）、邓丽（女）、邓凯、艾力更·依明巴海（维吾尔族）、左中一、石泰峰、布小林（女，蒙古族）、旦正草（女，藏族）、叶诗文（女）、史大刚、白玛赤林（藏族）、白春礼（满族）、丛斌、冯淑玲（女，满族）、吉狄马加（彝族）、吉炳轩、呂世明、朱国萍（女）、向巧（女，苗族）、刘艺良、刘远坤（苗族）、刘昆、刘海星、刘家义、刘赐贵、刘鹤、齐玉、江天亮（土家族）、许为钢、许立荣、许宁生、许其亮、孙志刚、孙春兰（女）、苏嘎尔布（彝族）、杜家毫、杜德印、李飞、李飞跃（侗族）、李玉妹（女）、李伟、李纪恒、李克强、李作成、李希、李学勇、李钺锋、李家俊、李鸿（女）、李鸿忠、李斌、李强、李锦斌、李静海、杨洁篪、杨洪波（白族）、杨振武、杨晓渡、杨蓉（女）、肖开提·依明（维吾尔族）、肖怀远、肖捷、吴月（女，黎族）、吴玉良、吴英杰、邱勇、何健忠、何毅亭、邹晓东、冷溶、汪其德、汪洋、汪鸿雁（女）、沙沨（女，回族）、沈春耀、沈跃跃（女）、张又侠、张少琴、张升民、张平、张业遂、张庆伟、张军、张志军、张轩（女）、张伯军、张春贤、张晓明、张毅、陆东福、陈全国、陈求发（苗族）、陈希、陈武（壮族）、陈竺、陈敏尔、陈锡文、陈豪、武维华、苗华、林建华、林铎、罗保铭、罗萍（女，哈尼族）、罗毅（布依族）、周强、郑军里（瑶族）、郑奎城、郑晓松、降巴克珠（藏族）、赵龙虎（朝鲜族）、赵乐际、赵克志、赵宪庚、赵贺、郝明金、胡和平、胡春华、咸辉（女，回族）、哈尼巴提·沙布开（哈萨克族）、段春华、信春鹰（女）、娄勤俭、洛桑江村（藏族）、姚建年、贺一诚、骆惠宁、袁驷、栗战书、夏伟东、徐延豪、徐绍史、徐留平、殷一璀（女）、高红卫、高虎城、郭声琨、黄久生、黄龙云、黄志贤、黄坤明、黄路生、曹建明、曹鸿鸣、雪克来提·扎克尔（维吾尔族）、康志军、鹿心社、彭清华、董中原、蒋超良、韩正、韩立平、傅莹（女，蒙古族）、谢伏瞻、谢经荣、嘉木样·洛桑久美·图丹却吉尼玛（藏族）、赫捷、蔡达峰、蔡奇、廖晓军、谭耀宗、魏凤和、魏后凯。

### 第十三届全国人大第二次会议
第十三届全国人民代表大会第二次会议主席团于2019年3月4日由第十三届全国人大第二次会议预备会议选出，组成人员176名：
丁仲礼、丁薛祥、乃依木·亚森（维吾尔族）、于伟国、万卫星、万鄂湘、习近平、马伟明、马逢国、王东明、王东峰、王光亚、王刚、王志民、王岐山、王沪宁、王国生、王建军、王砚蒙（女，傣族）、王宪魁、王勇超、王晨、王银香（女）、支月英（女）、尤权、车俊、巴音朝鲁（蒙古族）、邓丽（女）、邓凯、艾力更·依明巴海（维吾尔族）、左中一、石泰峰、布小林（女，蒙古族）、旦正草（女，藏族）、叶诗文（女）、史大刚、史耀斌、白玛赤林（藏族）、白春礼（满族）、丛斌、冯淑玲（女，满族）、吉狄马加（彝族）、吉炳轩、吕世明、朱国萍（女）、向巧（女，苗族）、刘艺良、刘远坤（苗族）、刘奇、刘海星、刘家义、刘赐贵、齐玉、江天亮（土家族）、许为钢、许立荣、许宁生、许其亮、孙志刚、苏嘎尔布（彝族）、杜家毫、杜德印、李飞、李飞跃（侗族）、李玉妹（女）、李伟、李纪恒、李作成、李希、李学勇、李钺锋、李家俊、李鸿（女）、李鸿忠、李强、李锦斌、李静海、杨洁篪、杨洪波（白族）、杨振武、杨蓉（女）、肖开提·依明（维吾尔族）、肖怀远、吴月（女，黎族）、吴玉良、吴英杰、邱勇、何健忠、何毅亭、邹晓东、冷溶、汪其德、汪洋、汪鸿雁（女）、沙沨（女，回族）、沈春耀、沈跃跃（女）、张又侠、张少琴、张升民、张平、张业遂、张庆伟、张志军、张轩（女）、张伯军、张春贤、张毅、陆东福、陈全国、陈求发（苗族）、陈希、陈武（壮族）、陈竺、陈敏尔、陈锡文、陈豪、武维华、苗华、林建华、林铎、罗保铭、罗萍（女，哈尼族）、罗毅（布依族）、郑军里（瑶族）、郑奎城、降巴克珠（藏族）、赵龙虎（朝鲜族）、赵乐际、赵宪庚、赵贺、郝明金、胡和平、咸辉（女，回族）、哈尼巴提·沙布开（哈萨克族）、段春华、信春鹰（女）、娄勤俭、洛桑江村（藏族）、姚建年、贺一诚、骆惠宁、袁驷、栗战书、夏伟东、徐延豪、徐绍史、徐留平、殷一璀（女）、高红卫、高虎城、郭声琨、黄久生、黄龙云、黄志贤、黄坤明、黄路生、曹建明、曹鸿鸣、雪克来提·扎克尔（维吾尔族）、康志军、鹿心社、彭清华、董中原、蒋超良、韩立平、傅自应、傅莹（女，蒙古族）、谢经荣、嘉木样·洛桑久美·图丹却吉尼玛（藏族）、赫捷、蔡达峰、蔡奇、廖晓军、谭耀宗、魏后凯。

### 第十三届全国人大第三次会议
第十三届全国人民代表大会第三次会议主席团于2020年5月22日由第十三届全国人大第三次会议预备会议选出，组成人员174名：
丁仲礼、丁薛祥、乃依木·亚森（维吾尔族）、于伟国、万鄂湘、习近平、马伟明、马逢国、王东明、王东峰、王光亚、王刚、王岐山、王沪宁、王国生、王建军、王砚蒙（女，傣族）、王宪魁、王勇超、王晨、王银香（女）、支月英（女）、尤权、车俊、巴音朝鲁（蒙古族）、邓丽（女）、邓凯、艾力更·依明巴海（维吾尔族）、左中一、石泰峰、布小林（女，蒙古族）、旦正草（女，藏族）、叶诗文（女）、史大刚、史耀斌、白玛赤林（藏族）、白春礼（满族）、丛斌、冯淑玲（女，满族）、吉狄马加（彝族）、吉炳轩、吕世明、朱国萍（女）、向巧（女，苗族）、刘艺良、刘远坤（苗族）、刘奇、刘海星、刘家义、刘赐贵、齐玉、江天亮（土家族）、许为钢、许立荣、许宁生、许其亮、孙志刚、苏嘎尔布（彝族）、杜家毫、杜德印、李飞、李飞跃（侗族）、李玉妹（女）、李伟、李作成、李希、李学勇、李钺锋、李家俊、李鸿（女）、李鸿忠、李强、李锦斌、李静海、杨洁篪、杨洪波（白族）、杨振武、杨蓉（女）、肖开提·依明（维吾尔族）、肖怀远、吴月（女，黎族）、吴玉良、吴英杰、邱勇、何健忠、何毅亭、邹晓东、应勇、冷溶、汪其德、汪洋、汪鸿雁（女）、沙沨（女，回族）、沈春耀、沈跃跃（女）、张又侠、张少琴、张升民、张平、张业遂、张庆伟、张志军、张轩（女）、张伯军、张春贤、张毅、陆东福、陈全国、陈求发（苗族）、陈希、陈武（壮族）、陈竺、陈润儿、陈敏尔、陈锡文、陈豪、武维华、苗华、林建华、林铎、罗保铭、罗萍（女，哈尼族）、罗毅（布依族）、郑军里（瑶族）、郑奎城、降巴克珠（藏族）、赵乐际、赵宪庚、赵贺、郝明金、胡和平、咸辉（女，回族）、哈尼巴提·沙布开（哈萨克族）、段春华、信春鹰（女）、娄勤俭、洛桑江村（藏族）、姚建年、骆惠宁、袁驷、栗战书、夏伟东、徐延豪、徐绍史、徐留平、殷一璀（女）、高红卫、高虎城、郭声琨、黄久生、黄龙云、黄志贤、黄坤明、黄路生、曹建明、曹鸿鸣、雪克来提·扎克尔（维吾尔族）、康志军、鹿心社、彭清华、董中原、蒋卓庆、韩立平、傅自应、傅莹（女，蒙古族）、谢经荣、楼阳生、嘉木样·洛桑久美·图丹却吉尼玛（藏族）、赫捷、蔡达峰、蔡奇、廖晓军、谭耀宗、魏后凯。

### 第十三届全国人大第四次会议
第十三届全国人民代表大会第四次会议主席团于2021年3月4日由第十三届全国人大第四次会议预备会议选出，组成人员174名：
丁仲礼、丁薛祥、乃依木·亚森（维吾尔族）、万鄂湘、习近平、马伟明、马逢国、王东明、王东峰、王光亚、王刚、王岐山、王沪宁、王国生、王建军、王砚蒙（女，傣族）、王宪魁、王勇超、王晨、王银香（女）、支月英（女）、尤权、尹力、邓丽（女）、邓凯、艾力更·依明巴海（维吾尔族）、左中一、石泰峰、布小林（女，蒙古族）、旦正草（女，藏族）、叶诗文（女）、史大刚、史耀斌、白玛赤林（藏族）、白春礼（满族）、丛斌、冯淑玲（女，满族）、吉狄马加（彝族）、吉炳轩、吕世明、朱国萍（女）、向巧（女，苗族）、刘艺良、刘远坤（苗族）、刘奇、刘国中、刘海星、刘家义、齐玉、江天亮（土家族）、许为钢、许立荣、许宁生、许达哲、许其亮、阮成发、苏嘎尔布（彝族）、杜德印、李飞、李飞跃（侗族）、李玉妹（女）、李伟、李作成、李希、李学勇、李钺锋、李家俊、李鸿（女）、李鸿忠、李强、李锦斌、李静海、杨洁篪、杨洪波（白族）、杨振武、杨蓉（女）、肖开提·依明（维吾尔族）、肖怀远、吴月（女，黎族）、吴玉良、吴英杰、邱勇、何健忠、何毅亭、邹晓东、应勇、冷溶、汪其德、汪洋、汪鸿雁（女）、沙沨（女，回族）、沈春耀、沈晓明、沈跃跃（女）、张又侠、张少琴、张升民、张平、张业遂、张庆伟、张志军、张轩（女）、张伯军、张国清、张春贤、张毅、陆东福、陈全国、陈希、陈竺、陈润儿、陈敏尔、陈锡文、武维华、苗华、林建华、林铎、罗保铭、罗萍（女，哈尼族）、罗毅（布依族）、郑军里（瑶族）、郑奎城、降巴克珠（藏族）、赵乐际、赵宪庚、赵贺、郝明金、咸辉（女，回族）、哈尼巴提·沙布开（哈萨克族）、段春华、信春鹰（女）、娄勤俭、洛桑江村（藏族）、姚建年、骆惠宁、袁驷、袁家军、栗战书、夏伟东、徐延豪、徐绍史、徐留平、殷一璀（女）、高红卫、高虎城、郭声琨、黄久生、黄龙云、黄志贤、黄坤明、黄路生、曹建明、曹鸿鸣、雪克来提·扎克尔（维吾尔族）、康志军、鹿心社、谌贻琴（女，白族）、彭清华、董中原、蒋卓庆、韩立平、景俊海、傅自应、傅莹（女，蒙古族）、谢经荣、蓝天立（壮族）、楼阳生、嘉木样·洛桑久美·图丹却吉尼玛（藏族）、赫捷、蔡达峰、蔡奇、廖晓军、谭耀宗、魏后凯。

### 第十三届全国人大第五次会议
第十三届全国人民代表大会第五次会议主席团于2022年3月4日由第十三届全国人大第五次会议预备会议选出，组成人员175名：
丁仲礼、丁薛祥、乃依木·亚森（维吾尔族）、万鄂湘、习近平、马伟明、马兴瑞、马逢国、王东明、王东峰、王宁、王光亚、王刚、王岐山、王沪宁、王君正、王建军、王砚蒙（女，傣族）、王宪魁、王勇超、王莉霞（女，蒙古族）、王晨、王银香（女）、支月英（女）、尤权、尹力、尹弘、邓丽（女）、邓凯、艾力更·依明巴海（维吾尔族）、艾尔肯·吐尼亚孜（维吾尔族）、左中一、石泰峰、旦正草（女，藏族）、叶诗文（女）、史大刚、史耀斌、白玛赤林（藏族）、白春礼（满族）、丛斌、冯淑玲（女，满族） 、吉狄马加（彝族） 、吉炳轩、吕世明、朱国萍（女）、向巧（女，苗族）、刘艺良、刘宁、刘远坤（苗族）、刘国中、刘海星、齐玉、江天亮（土家族）、许为钢、许立荣、许宁生、许其亮、许勤、苏嘎尔布（彝族）、杜德印、李干杰、李飞、李飞跃（侗族）、李伟、李作成、李希、李学勇、李钺锋、李家俊、李鸿（女）、李鸿忠、李强、李静海、杨洁篪、杨洪波（白族）、杨振武、杨蓉（女）、肖开提·依明（维吾尔族）、肖怀远、吴月（女，黎族）、吴玉良、吴政隆、邱勇、何健忠、何毅亭、邹晓东、应勇、冷溶、汪其德、汪洋、汪鸿雁（女）、沙沨（女，回族）、沈春耀、沈晓明、沈跃跃（女）、张又侠、张少琴、张升民、张平、张业遂、张庆伟、张志军、张轩（女）、张伯军、张国清、张春贤、张毅、陆东福、陈全国、陈希、陈竺、陈润儿、陈敏尔、陈锡文、武维华、苗华、林武、林建华、易炼红、罗保铭、罗萍（女，哈尼族）、罗毅（布依族）、郑军里（瑶族）、郑栅洁、郑奎城、降巴克珠（藏族）、赵乐际、赵宪庚、赵贺、郝明金、咸辉（女，回族）、哈尼巴提·沙布开（哈萨克族）、段春华、信春鹰（女）、洛桑江村（藏族）、姚建年、骆惠宁、袁驷、袁家军、栗战书、夏伟东、徐延豪、徐绍史、徐留平、殷一璀（女）、高红卫、高虎城、郭声琨、黄久生、黄龙云、黄志贤、黄坤明、黄楚平、黄路生、曹建明、曹鸿鸣、康志军、谌贻琴（女，白族）、彭清华、董中原、蒋卓庆、韩立平、景俊海、傅自应、傅莹（女，蒙古族） 、谢经荣、蓝天立（壮族）、楼阳生、嘉木样·洛桑久美·图丹却吉尼玛（藏族）、赫捷、蔡达峰、蔡奇、廖晓军、谭耀宗、魏后凯。

### 第十四届全国人大第一次会议
第十四届全国人民代表大会第一次会议主席团和秘书长名单（2023年3月4日第十四届全国人民代表大会第一次会议预备会议通过）
 　　主席团（192名，按姓名笔划为序排列）
　　丁仲礼　丁薛祥　于伟国　于洋（女）　万立骏　习近平　马兴瑞　马逢国　王小洪　王东明　王宁　王刚　王志民　王希勤　王沪宁　王君正　王炯　王莉霞（女，蒙古族）　王晓晖　王蒙徽　王毅　王巍　水庆霞（女）　尹力　尹弘　巴音朝鲁（蒙古族）　艾尔肯·吐尼亚孜（维吾尔族）　石泰峰　布小林（女，蒙古族）　布和图木尔（蒙古族）　龙荣（女，苗族）　史耀斌　丛斌　吕世明　吕建　向巧（女，苗族）　刘艺良　刘宁　刘奇　刘国中　刘金国　刘俊臣　刘洋（女）　刘振立　刘振芳　江金权　汤越强（侗族）　安立佳　许为钢　许达哲　许勤　孙其信　孙绍骋　孙菊生　杜小光（白族）　杜家毫　李干杰　李书磊　李玉妹（女）　李纪恒　李秀领　李希　李灵（女）　李尚福　李校堃（满族）　李钺锋　李鸿忠　李强　李锦斌　李静海　李慧琼（女）　杨关林（锡伯族）　杨宝玲（女）　杨振武　杨晓超　杨蓉（女）　束为　肖开提·依明（维吾尔族）　肖捷　吴政隆　邱学强　何卫东　何立峰　何严萍（女，傣族）　何维　谷振春　应勇　沙尔合提·阿汗（哈萨克族）　沈春耀　沈艳芬（女，土家族）　沈晓明　宋秀岩（女）　张又侠　张太范（朝鲜族）　张升民　张庆伟　张军　张轩（女）　张伯礼　张雨浦（回族）　张国清　张继新　张雪松（回族）　张赫（满族）　阿石拉比（彝族）　陈文清　陈吉宁　陈刚　陈雨露　陈莉娜（女）　陈敏尔　陈紫萱（女）　武维华　苗华　苻彩香（女，黎族）　林武　林锐　易炼红　罗萍（女，哈尼族）　罗琦　金红光（朝鲜族）　周祖翼　郑军里（瑶族）　郑建邦　郑建闽　郑栅洁　郑雁雄　郑新聪　赵一德　赵乐际　郝平　郝明金　郝鹏　胡昌升　钟山　钟志华　段春华　信长星　信春鹰（女）　侯长岭　侯建国　娄勤俭　洛桑江村（藏族）　祖木热提·吾布力（女，维吾尔族）　骆惠宁　秦刚　袁伟　袁家军　袁曙宏　铁凝（女）　倪岳峰　徐永军　徐晓　徐辉　徐麟　高开贤　高文　高松　郭树清　黄久生　黄兴文（布依族）　黄志贤　黄坤明　黄明　黄楚平　曹鸿鸣　曹琛（女）　雪克来提·扎克尔（维吾尔族）　鄂竟平　鹿心社　梁言顺　谌贻琴（女，白族）　彭金辉（彝族）　彭清华　董云虎　蒋卓庆　蒋超良　韩正　景俊海　喻云林　傅自应　谢坚　蓝天立（壮族）　蓝佛安　楼阳生　嘉木样·洛桑久美·图丹却吉尼玛（藏族）　蔡达峰　蔡奇　雒树刚　谭天星　谭成旭　魏后凯
　　秘书长
　　李鸿忠

### 第十四届全国人大第二次会议
第十四届全国人民代表大会第二次会议主席团和秘书长名单（2024年3月4日第十四届全国人民代表大会第二次会议预备会议通过）
 　　主席团（181人，按姓名笔划为序排列）
　　　　丁仲礼　于伟国　于洋（女）　万立骏　习近平　马兴瑞　马逢国　王东明　王宁　王刚　王志民　王希勤　王沪宁　王君正　王炯　王莉霞（女，蒙古族）　王晓晖　王蒙徽　王巍　水庆霞（女）　尹力　尹弘　巴音朝鲁（蒙古族）　艾尔肯·吐尼亚孜（维吾尔族）　石泰峰　布小林（女，蒙古族）　布和图木尔（蒙古族）　龙荣（女，苗族）　史耀斌　丛斌　冯飞　吕世明　吕建　向巧（女，苗族）　刘艺良　刘宁　刘奇　刘俊臣　刘洋（女）　刘振立　刘振芳　江金权　汤越强（侗族）　安立佳　许为钢　许达哲　许宏才　许勤　孙其信　孙绍骋　孙菊生　杜小光（白族）　杜家毫　李干杰　李书磊　李玉妹（女）　李纪恒　李秀领　李希　李灵（女）　李校堃（满族）　李钺锋　李鸿忠　李锦斌　李静海　李慧琼（女）　杨关林（锡伯族）　杨宝玲（女）　杨振武　杨晓超　杨蓉（女）　束为　肖开提·依明（维吾尔族）　肖捷　邱学强　何卫东　何严萍（女，傣族）　何维　谷振春　沙尔合提·阿汗（哈萨克族）　沈春耀　沈艳芬（女，土家族）　沈晓明　宋秀岩（女）　张又侠　张太范（朝鲜族）　张升民　张庆伟　张轩（女）　张伯礼　张雨浦（回族）　张继新　张雪松（回族）　张赫（满族）　阿石拉比（彝族）　陈文清　陈吉宁　陈刚　陈雨露　陈莉娜（女）　陈敏尔　陈紫萱（女）　武维华　苗华　苻彩香（女，黎族）　林武　林锐　易炼红　罗萍（女，哈尼族）　罗琦　金红光（朝鲜族）　周祖翼　郑军里（瑶族）　郑建邦　郑建闽　郑雁雄　郑新聪　赵一德　赵乐际　郝平　郝明金　郝鹏　胡昌升　钟山　钟志华　段春华　信长星　信春鹰（女）　侯长岭　侯建国　娄勤俭　洛桑江村（藏族）　祖木热提·吾布力（女，维吾尔族）　骆惠宁　袁伟　袁家军　袁曙宏　铁凝（女）　倪岳峰　徐永军　徐晓　徐辉　徐麟　高开贤　高文　高松　郭树清　郭振华　唐登杰　黄久生　黄兴文（布依族）　黄志贤　黄坤明　黄明　黄莉新（女）　黄楚平　曹鸿鸣　曹琛（女）　雪克来提·扎克尔（维吾尔族）　鄂竟平　鹿心社　梁言顺　彭金辉（彝族）　彭清华　蒋卓庆　蒋超良　韩正　韩俊　景俊海　喻云林　傅自应　谢坚　蓝天立（壮族）　楼阳生　嘉木样·洛桑久美·图丹却吉尼玛（藏族）　蔡达峰　蔡奇　雒树刚　谭天星　谭成旭　魏后凯　
　　秘书长
　　李鸿忠

### 第十四届全国人大第三次会议
2025年3月4日第十四届全国人民代表大会第三次会议预备会议，通过主席团和秘书长名单：
主席团（176人）：
丁仲礼、于伟国、于洋（女）、万立骏、习近平、马兴瑞、马逢国、王东明、王宁、王刚、王志民、王希勤、王沪宁、王君正、王忠林、王炯、王莉霞（女，蒙古族）、王晓晖、王浩、王巍、水庆霞（女）、尹力、尹弘、巴音朝鲁（蒙古族）、艾尔肯·吐尼亚孜（维吾尔族）、石泰峰、布小林（女，蒙古族）、布和图木尔（蒙古族）、龙荣（女，苗族）、史耀斌、丛斌、冯飞、吕世明、吕建、向巧（女，苗族）、刘艺良、刘宁、刘奇、刘俊臣、刘洋（女）、刘振立、刘振芳、江金权、汤越强（侗族）、安立佳、许为钢、许宏才、许勤、孙其信、孙绍骋、孙菊生、严金海（藏族）、杜小光（白族）、杜家毫、李干杰、李书磊、李玉妹（女）、李纪恒、李邑飞、李秀领、李希、李灵（女）、李校堃（满族）、李鸿忠、李锦斌、李静海、李慧琼（女）、杨关林（锡伯族）、杨宝玲（女）、杨振武、杨晓超、杨蓉（女）、肖开提·依明（维吾尔族）、肖捷、吴晓军、邱学强、何卫东、何严萍（女，傣族）、何维、谷振春、沙尔合提·阿汗（哈萨克族）、沈春耀、沈艳芬（女，土家族）、沈晓明、宋秀岩（女）、张又侠、张太范（朝鲜族）、张升民、张庆伟、张轩（女）、张伯礼、张雨浦（回族）、张继新、张雪松（回族）、张赫（满族）、阿石拉比（彝族）、陈文清、陈吉宁、陈刚、陈雨露、陈莉娜（女）、陈敏尔、陈紫萱（女）、武维华、苻彩香（女，黎族）、林武、林锐、罗萍（女，哈尼族）、金红光（朝鲜族）、周祖翼、郑军里（瑶族）、郑建邦、郑建闽、郑雁雄、郑新聪、赵一德、赵乐际、郝平、郝明金、郝鹏、胡昌升、钟山、钟志华、段春华、信长星、信春鹰（女）、侯长岭、侯建国、娄勤俭、洛桑江村（藏族）、祖木热提·吾布力（女，维吾尔族）、骆惠宁、袁伟、袁家军、袁曙宏、铁凝（女）、倪岳峰、徐永军、徐晓、徐辉、徐麟、高开贤、高文、高松、郭树清、郭振华、唐登杰、黄久生、黄兴文（布依族）、黄志贤、黄坤明、黄明、黄莉新（女）、黄强、黄楚平、曹鸿鸣、曹琛（女）、雪克来提·扎克尔（维吾尔族）、鄂竟平、鹿心社、梁言顺、彭金辉（彝族）、彭清华、蒋卓庆、韩正、喻云林、傅自应、谢坚、蓝天立（壮族）、嘉木样·洛桑久美·图丹却吉尼玛（藏族）、蔡达峰、蔡奇、雒树刚、谭天星、谭成旭、魏后凯
秘书长：李鸿忠